# Roelof Klein
Roelof Klein (Lemmer, De Fryske Marren, Frísia, 7 de juny de 1877 – Montclair, Nova Jersey, Estats Units, 13 de febrer de 1960) va ser un remer neerlandès que va competir cavall del segle xix i el segle xx.
El 1900 va prendre part en els Jocs Olímpics de París, on guanyà dues medalles, una d'or i una de bronze, del programa de rem formant part de l'equip Minerva Amsterdam. La medalla l'or l'aconseguí en la prova de dos amb timoner, formant equip amb François Brandt i Hermanus Brockmann, tot i que aquest darrer fou substituït en la final per un jove francès del qual es desconeix el nom. Aquesta fou la primera medalla d'or neerlandesa en uns Jocs Olímpics. Posteriorment guanyà la medalla de bronze en el vuit amb timoner.
Estudiant d'enginyeria mecànica a Delft, un cop llicenciat començà a treballar a l'estranger per a la petroliera Shell, i va emigrar als Estats Units el 1910, país on morí el 1960.